# 2022 en France
Chronologie de la France
- 2018
- 2019
- 2020
- 2021
- 2022
- 2023
- 2024
- 2025
- 2026

2020 en Europe - 2021 en Europe - 2022 en Europe - 2023 en Europe - 2024 en Europe
Cette page présente les faits marquants de l'année 2022 en France.
En 2022, la population du pays a atteint environ 68 millions d’habitants (67 442 milliers d’habitants au 1er janvier 2020 d'après le recensement de 2020, en hausse de 0,40 % sur un an, et qui se subdivise en 65,8 millions de personnes en France métropolitaine et 2,2 millions dans les cinq départements ultra-marins). Le solde naturel (différence entre le nombre de naissances et celui des décès) a été de + 56 000 personnes (contre 81 000 l'année précédente), comparable à celui de 1946.

## Évènements marquants

### Janvier
- 1er janvier :
  - début de la présidence française du Conseil de l'Union européenne ;
  - l'Arcom est créée par fusion du Conseil supérieur de l'audiovisuel et de la Hadopi ;
  - fermeture de l'École nationale d'administration, remplacée par l'Institut national du service public (INSP).
- 30 janvier : Christiane Taubira arrive en tête de la primaire populaire.

### Février
- 2 au 4 février : le cyclone Batsirai frappe La Réunion.
- 11 février : Victoires de la musique à la Seine musicale.
- 12 février : le Convoi de la liberté arrive à Paris.
- 14 février : l'explosion de Saint-Laurent-de-la-Salanque  (Pyrénées-Orientales) fait au moins 7 morts .
- 25 février : 47e cérémonie des César dans la salle de l'Olympia à Paris.

### Mars
- 2 mars : 
  - Yvan Colonna, militant nationaliste corse condamné à perpétuité pour l'assassinat du préfet Érignac, est mortellement blessé par son codétenu Franck Elong Abé, un immigré camerounais condamné à quatre ans de prison en 2015 pour tentative d'évasion[2] et à neuf ans de prison en 2016 pour « association de malfaiteurs en vue de la préparation d'un acte de terrorisme »[3]. Cette agression constitue le point de départ des troubles de 2022 en Corse.
  - Quatre personnes (trois étudiants et un professeur) sont blessées à la faculté de lettres de l'université du Mans par un étudiant de 19 ans affirmant vouloir « tuer tous ceux qui s’opposent à Macron »[4],[5],[6].
- 3 mars : dans une lettre adressée à la presse régionale, Emmanuel Macron déclare être candidat à sa réélection pour l’élection présidentielle.
- 4 mars : le Conseil constitutionnel valide douze candidatures à l’élection présidentielle.
- 9 mars : Victoires de la musique classique à  Aix-en-Provence[7].
- 10 et 11 mars : sommet informel de l'Union européenne à Versailles[8].
- 14 mars: levée de plusieurs restrictions sanitaires liées au Covid-19, notamment le passe sanitaire et le port du masque dans les lieux publics (sauf les établissements de santé et les transports en commun).
- 16 mars : en visite en Corse après plusieurs manifestations violentes liées à l'agression d'Yvan Colonna le 2 mars 2022 (et finalement décédé le 21 mars), le ministre de l'Intérieur Gérald Darmanin évoque pour la première fois une possible « autonomie » de l'île[9].
- 19 mars: 
  - assassinat du rugbyman international argentin Federico Martín Aramburú par le militant d'extrême droite français Loïk Le Priol à la suite d'une altercation sur fond de propos racistes dans le 6e arrondissement de Paris.
  - le XV de France remporte le Tournoi des Six Nations 2022 en réalisant le Grand Chelem.
- 21 mars : le militant nationaliste corse Yvan Colonna succombe aux blessures infligées par son codétenu après trois semaines de coma marquées par d'importants troubles en Corse[10].

### Avril
- 10 avril : premier tour de l'élection présidentielle, Emmanuel Macron et Marine Le Pen sont en tête et qualifiés pour le second tour.
- 20 avril : Débat télévisé de l'entre-deux-tours qui oppose Marine Le Pen à Emmanuel Macron.
- 24 avril : 
  - le prêtre polonais Krzysztof Rudzinski et la religieuse française Marie-Claude Marty sont blessés lors d'une attaque au couteau perpétrée dans l'enceinte de l'église Saint-Pierre-d'Arène de Nice par Kevin Ravenna, un sympathisant du Rassemblement national souhaitant « tuer Macron ».
  - second tour de l'élection présidentielle, Emmanuel Macron est réélu avec 58,5 % de suffrages exprimés face à Marine Le Pen qui réalise quant à elle le meilleur score de l'histoire du Rassemblement national (ex-Front national).
- 27 avril : à Paris, hommage national à Michel Bouquet, mort le 13 avril[11].

### Mai
- 16 mai : démission du gouvernement Jean Castex ; Élisabeth Borne est nommée Première ministre.
- 17 mai : ouverture de la 75e édition du Festival de Cannes.
- 20 mai : le gouvernement Élisabeth Borne est formé.
- 28 mai : fermeture de la 75e édition du Festival de Cannes ; le film Sans filtre du réalisateur suédois Ruben Östlund remporte la Palme d'or.
- 30 mai : 33e cérémonie des Molières à Paris.

### Juin
- 12 juin : le 1er tour des élections législatives place la coalition présidentielle et la coalition de gauche au coude à coude en nombre de voix.
- 18 juin : lors d'une vague de chaleur précoce touchant principalement le Grand Sud-Ouest, des records de température sont enregistrés, par exemple à Biarritz avec 42,9 °C[12].
- 19 juin : au second tour des élections législatives, la coalition présidentielle n'obtient qu'une majorité relative. Le Rassemblement national obtient 89 députés, ce qui est historique.
- 25 juin : démission de Yaël Braun-Pivet, ministre des Outre-mer.
- 28 juin : Yaël Braun-Pivet est élue présidente de l'Assemblée nationale.

### Juillet
- 4 juillet : remaniement du gouvernement Élisabeth Borne.
- 8 juillet : un incendie mortel dans un immeuble à Bressuire (Deux-Sèvres) fait 5 morts[13].
- mi-juillet : vague de chaleur sur une grande partie du pays.
- 12 juillet : début des feux de forêt en Gironde.
- 16 juillet : à Angers, trois jeunes hommes sont tués a coups de couteau, l’agresseur présumé est un réfugié soudanais, déjà connu de la justice[14].

### Août
- Les multiples vagues de chaleur se conjuguent avec une forte sécheresse[15].
- 15 août : l'armée française achève son retrait total du Mali.
- 18 août : en Corse, une violente tempête fait au moins cinq morts[16].
- 30 août : selon Météo-France, l'été 2022 a été le plus chaud en France après celui de 2003[17].

### Septembre
- 8 septembre : lancement du « Conseil national de la refondation ».
- 17 septembre : la tempête tropicale Fiona touche la Guadeloupe.

### Octobre
- 4 octobre : Alain Aspect est colauréat du prix Nobel de physique.
- 6 octobre : Annie Ernaux devient la première femme française prix Nobel de littérature.
- 14 octobre : début de l'affaire Lola[18].
- 18 au 23 octobre : Mondial de l'automobile de Paris.
- 24 octobre : la première partie du projet de loi de finances pour 2023 est adoptée à l'Assemblée nationale au moyen de l'article 49.3 de la Constitution[19].
- Ce mois est le mois d’octobre le plus chaud en France depuis 1945[20].

### Novembre
- 2 novembre : hommage national à Pierre Soulages au Louvre, à Paris[21].
- 9 novembre : départ à Saint-Malo de 12e édition de la Route du Rhum, remportée le 16 novembre par Charles Caudrelier.
- 11 et 12 novembre : Forum de Paris sur la paix.
- 28 novembre : démission de Caroline Cayeux, ministre déléguée chargée des Collectivités territoriales, remplacée par Dominique Faure.

### Décembre
- 2 décembre : le projet de loi de financement de la Sécurité sociale est adopté à l'Assemblée nationale au moyen de l'article 49.3 de la Constitution[22].
- 9 décembre : lancement à Paris de la convention citoyenne sur la fin de vie[23].
- 16 décembre : un incendie à Vaulx-en-Velin (métropole de Lyon) fait dix morts.
- 17 décembre :
  - le projet de loi de finances pour 2023 est définitivement adopté à l'Assemblée nationale via l'article 49.3 de la Constitution, c'est le 10e recours au 49.3 depuis le début de la session[24] ;
  - 93e élection de Miss France à Déols (Indre), en Centre-Val de Loire.
- 23 décembre : une fusillade  à Paris dans le quartier kurde fait trois morts.

## Climat
L’année 2022 a été la plus chaude mesurée en France depuis le début des relevés, selon Météo-France.
La saison des incendies de forêt a été précoce et longue, atteignant un record historique en 2022 : malgré d'importants moyens de prévention et de lutte contre le feu déployés, plus de 62 000 hectares avaient été déjà incendiés au 20 août (Gironde, Morbihan, Finistère, Isère, Corse et Dordogne étaient les départements les plus touchés). Un nombre important de feux a aussi été déclaré dans les champs (généralement à la suite d'étincelles générées par des engins agricoles).
De juin à septembre 2022, la sécheresse record a couté au moins 5,6 milliards d’euros selon le CGDD (cf; fragilisation des bâtiments, pertes agricoles, restrictions d’eau potable, feux de forêt et impacts sur le secteur énergétique ; cette somme est sous-estimé, certains effets indirects, comme ceux sur la biodiversité ou l’emploi, n’étant pas pleinement pris en compte. En 2024, le régime Cat-Nat a pris en charge 1,24 milliard d’euros de sinistres, selon la CCR, incluant une partie des dommages causés par le cyclone Chido à Mayotte en décembre. L’année 2024 aussi marquée par une multiplication des épisodes de pluies/orages est la pire année de sinistralité attritionnelle depuis dix ans.

## Santé
En France, En France, comme dans l’Union européenne, environ une personne sur cinq a 65 ans ou plus. L'Insee constate d'importants pics de mortalité liés à la canicule estivale et à la Covid (surcroît de décès : environ 46 000 morts), qui croisé avec un nombre de naissances en baisse (plus bas taux depuis 1946), a conduit à un bilan démographique moins positif que pour les décennies précédentes 2022 de l'Insee,. L’espérance de vie en 2022 reste inférieure de 0,4 an à celle de 2019 (début de la pandémie de COVID-19).

## Démographie
Au 31 décembre 2022, la France abritait environ 68 millions d’habitants (soit + 0,3 % en un an). 723 000 bébés sont nés dans l'année ; c'est 19 000 de moins qu’en 2021 (année durant laquelle rebond de natalité avait été constaté en 2021, après six ans de baisse consécutive). La natalité de 2022 est comparable à celle de 1946 (indicateur conjoncturel de fécondité : 1,80 enfant par femme en 2022, après 1,84 en 2021).
667 000 personnes sont mortes dans l'année (5 000 de plus qu’en 2021, et "seulement 2 000 de moins qu’en 2020, année marquée par le début de l’épidémie de Covid‑19. Ce nombre élevé de décès est dû « au vieillissement de la population, mais aussi à la poursuite de la pandémie et aux canicules. L’espérance de vie à la naissance est de 85,2 ans pour les femmes et de 79,3 ans pour les hommes, des niveaux proches de ceux de 2021 et toujours inférieurs de 0,4 an à ceux de 2019 ».
L'année a connu 244 000 mariages et 209 000 pacs (nombre record de pacs depuis 1999, date sa création).
Selon l'étude annuelle de l'INSEE publiée le 7 juillet 2025, en 2022, 14.4% de la population française était en situation de pauvreté financière, avec des revenus mensuels inférieurs au seuil de pauvreté, fixé à 60% du revenu médian (moins de 1288€ par mois pour une personne seule).